# Vincenzo Giustiniani
Vincenzo Giustiniani (Ilha de Quio, Agosto de 1516 - Roma, 28 de Outubro de 1582) foi um frade dominicano ítalo-grego, de ascendência genovesa, Mestre-geral da Ordem dos Pregadores (1558-1570) e nomeado Cardeal da Igreja Católica, com o título de S. Niccola fra le Immagini, no consistório de 17 de Maio de 1570 e, mais tarde, Cardeal de Santa Sabina.

## Biografia
Nasceu em 1519 em Chios, ilha grega chamada Scio pelos latinos e depois sob domínio de Gênova, pela nobre família Giustiniani, que eram os senhores da ilha. 
Antes da idade adulta adquiriu o hábito de Pregador no convento de San Domenico di Scio, onde recebeu o nome de Fra' Vincenzo. O convento estava sob o governo da Província da Lombardia, reformado pelos frades pregadores do convento de Santa Maria di Castello em Gênova por vontade da família Giustiniani. Por isso foi enviado à Lombardia para completar os estudos de filosofia e teologia, tornando-se leitor. Depois de alguns anos foi escolhido pelo procurador dos Dominicanos, Frei Usodimare, natural de Gênova, como seu colaborador, e quando Usodimare se tornou general da ordem, nomeou-o provincial da Terra Santa. Posteriormente nomeado provincial da Inglaterra nos anos cruciais em que reinou Maria I Tudor, então coadjutor do vigário geral da Ordem, então Irmão Pedro Mártir de Lugano, confessor do Papa Paulo IV, aos 38 anos em 1558 foi elevado ao cargo de padre-geral da ordem após a morte do seu antecessor Usodimare.
Em 1566, quando a ilha de Scio foi ocupada pelos otomanos de Pialì Pasha e muitos dos seus familiares foram feitos prisioneiros e deportados para Caffa, através do pontífice e da intercessão do rei de França Carlos IX, ele conseguiu libertar muitos deles, alguns dos quais (incluindo o seu cunhado Giuseppe) ele acolheu em Roma. Durante o pontificado de Pio V foi enviado como núncio ao rei Filipe II de Espanha com a tarefa de devolver a igreja de Milão a Carlo Borromeo, e quando estava prestes a ir para Flandres foi nomeado cardeal em 1570, com o título de San Nicolò entre as imagens.
Foi nomeado superior da Congregação do Index juntamente com o Cardeal Sirleto, e permaneceu por algum tempo vice-protetor de sua ordem. Durante o pontificado do Papa Gregório XIII foi cardeal com o título de Santa Sabina.
Morreu aos 63 anos em 18 de outubro de 1582 e foi sepultado na capela de San Vincenzo em Basílica de Santa Maria sobre Minerva.